# Waldemar Anton
Waldemar Anton (uzbek: Valdemar Anton, rus: Вальдемар Антон; nascut el 20 de juliol de 1996 com a Vladimir Anton, en transcripció alemanya Wladimir Anton) és un futbolista professional alemany nascut a l'Uzbekistan que juga com a defensa central del club de la Bundesliga Borussia Dortmund i de la selecció d'Alemanya.

## Carrera de club

### Hannover 96 II
Anton va jugar onze partits amb l'Hannover 96 II i va marcar un gol. Com que l'Hannover 96 estava en descens, Anton i Mike-Steven Bähre van signar contractes professionals per ajudar el club.

### Hannover 96

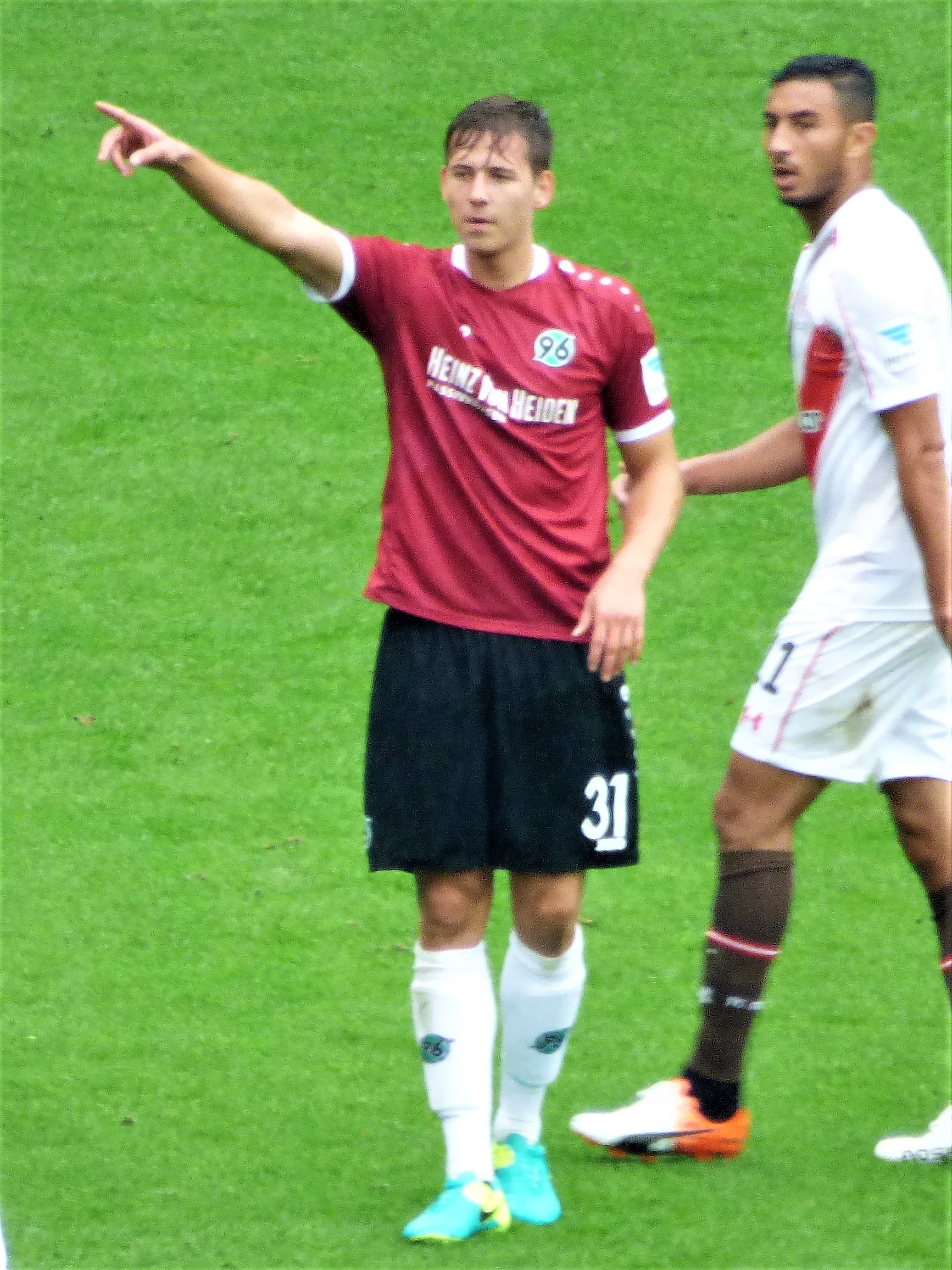
Anton amb el Hannover 96 el 2016

Durant la temporada 2015-16, Anton va jugar dues aparicions amb el Hannover 96, jugant en una victòria per 2-1 contra el VfB Stuttgart el 27 de febrer de 2016 i una derrota per 1-0 contra l'Eintracht Frankfurt el 19 de març de 2016. El seu primer gol a la Bundesliga va ser contra el Borussia Mönchengladbach el 15 d'abril de 2016.

### VfB Stuttgart
El 28 de juliol de 2020, Anton va ser traspassat al VfB Stuttgart amb un contracte de quatre anys. El 5 de novembre de 2021, va ampliar el seu contracte fins al 2025.
Anton es va convertir en el capità de l'equip del VfB Stuttgart l'agost de 2023 i va ampliar el seu contracte fins al 2027 el 14 de gener de 2024.

### Borussia Dortmund
El 8 de juliol de 2024, Anton va fitxar per altre club de la Bundesliga , el Borussia Dortmund, signant un contracte de quatre anys, per una quota de transferència de 22,5 milions d'euros. El 8 de febrer de 2025, Anton va marcar un autogol per al seu antic club.

## Carrera internacional
Anton era elegible per jugar a Alemanya, Rússia i Uzbekistan . Va ser un internacional juvenil d'Alemanya. Va guanyar el Campionat d'Europa sub-21 de la UEFA el 2017 i va ser subcampió el 2019.
El març de 2024, va ser convocat per a la selecció d'Alemanya abans dels partits amistosos contra França i els Països Baixos. Va debutar el 23 de març de 2024 contra França.
Anton va ser nomenat a la selecció alemanya per a la UEFA Euro 2024.
Anton va néixer a Olmaliq, Uzbekistan de pares alemanys de Rússia i es va traslladar a Alemanya als dos anys, el seu pare és de Iekaterinburg, Rússia, i la seva mare és alemanya del Volga.

## Palmarès
Alemanya
- Campionat d'Europa sub-21 de la UEFA: 2017[21]

Individual
- Equip de la temporada de la Bundesliga: 2023–24[22]
- Equip de la temporada de la VDV Bundesliga : 2023–24[23]